# Calculator fotonic
Calculator optic sau calculator fotonic este un calculator care folosește fotoni emiși de lasere sau LED-uri pentru a efectua calcule digitale, spre deosebire de calculatoarele convenționale care folosesc electroni (curentul electric). Codificarea informațiilor în fotoni este deja prezentă prin trimiterea de informații cu fibră optică.
Computerele optice sunt imune la interferențele electromagnetice, lipsit de scurtcircuite electrice, transmisie cu pierderi reduse și capabil de a transfera mai multe canale în paralel. Deoarece fotonii călătoresc mult mai rapid decât curentul electric, timpul necesar pentru efectuarea calculelor în computerul fotonic este foarte redus.
Se fac eforturi de asemenea pentru implementarea unor algoritmi de calcul paralel cu ajutorul sistemelor optice, avantajul fiind că introducerea datelor inițiale și prelucrarea acestora în paralel se face nu numai simplu (codând datele în pixelii unei imagini care este apoi prelucrată cu ajutorul unor sisteme optice ce simulează acțiunea unui algoritm de calcul, astfel încât toți pixelii sunt prelucrați în paralel), dar și foarte rapid. Dezavantajul este că sistemele optice sunt foarte sensibile la dezalinieri.

## Scurt istoric
Prima machetă a unui computer optic a fost creată în 1990 de echipa lui Alan Huang de la Bell Labs.
Următorul prototip din 1991 a fost numit „DOC-II” (Digital Optical Computer). A folosit 64 de lasere, un modulator spațial cu matrice de 64x128 (elemente matriciale - celule Bragg din fosfură de galiu) și 128 de fotodetectori. Acest computer a fost capabil să verifice până la 80.000 de pagini de text pe secundă atunci când execută o comandă de căutare de cuvinte.
Compania Lenslet a demonstrat în 2003 crearea primului procesor numeric de semnal (ODSP) EnLight64. 
În 2008, cercetătorii de la IBM au prezentat un comutator optic experimental pe un cip folosind rezonatori cu reflexie de siliciu, care furnizau transmiterea datelor de pachete la o rată de peste 1 Tbit/s. 
În 2009, profesorii Vladimir Stoyanovich și Rajiv Rem de la Massachusetts Institute of Technology au propus o metodă de creare a ghidurilor de undă optice direct pe cipurile de siliciu, pe care sunt implementate procesoare cu semiconductori. De asemenea, au demonstrat rezonatoare controlabile pe siliciu integrate pe un cip care separă radiația cu lungimi de undă diferite de semnalul de intrare.

## Procesor fotonic
Procesorul optic are rolul de prelucrarea datelor digitale transformate în semnale luminoase. Transformarea se face prin diode laser, apoi prin fotodetectori. Pentru a înlocui logica electronică cu cea optică, menținând în același timp circuitele logice conceptuale existente, este necesară implementarea unui tranzistor optic. Datele fotonice ale cipului trebuie să fie încetinite, astfel încât acestea să poată fi procesate, dirijate, stocate și accesate. Cercetătorii au făcut acest lucru dezvoltând un sistem de memorie care transferă cu acuratețe undele sonore și cele luminoase pe un microcip fotonic – tipul de cip care va fi utilizat în calculatoarele bazate pe lumină. Prima dată, informațiile fotonice intră în cip ca un puls de lumină (galbenă), unde interacționează cu un impuls „de scriere” (albastru), producând un val acustic care stochează datele. Utilizarea luminii pentru transmiterea datelor în cipurile procesorului și interconectările acestora ar permite o creștere substanțială a vitezei computerelor (viteza de comunicare ar putea fi crescută cu un factor de 1000) și în același timp, reducerea puterii necesară pentru ca aceștia să funcționeze.
Astfel de „tranzistoare optice” ar putea fi utilizate pentru a crea porți logice optice, din care ar fi asamblate circuite logice mai complexe.
Primul procesor numeric de semnal optic (ODSP) EnLight64 a fost realizat de compania israeliană Lenslet în 2003. Procesorul a fost utilizat pentru a testa funcționarea transformatei Fourier discrete cu precizie de 8 biți. În ciuda zgomotului de cuantificare datorat lungimii reduse a cuvintelor binare pentru date cu amplitudine mică, toate valorile maxime spectrale au fost găsite cu succes de către acest sistem în timpul procesării. Enlight64 a calculat 240 GMAC/s (Giga Multiply Accumulate Operations per Second). 
Succesorul său Enlight256, cu o putere de calcul de 8000 GMAC/s, a fost prezentat la MILCOM (Military Communications Conference) din Boston, în octombrie 2003. O caracteristică a arhitecturii sale este că, în timp ce nucleul procesorului se bazează pe tehnologie optică analogică, toate intrările, ieșirile și circuitele de control sunt electronice. Acest procesor utilizează diode laser VCSEL (Vertical-cavity surface-emitting laser), o matrice optică SLM 256x256 și fotodiode. Procesorul este capabil să efectueze până la 8 × 1012 operații elementare pe secundă cu numere întregi de 8 biți, la frecvența de lucru de 125 MHz. Un număr de 256 lasere iluminează un modulator MQW-SLM (Multiple quantum well-based spatial-light modulator) cu o dimensiune de 256 x 256 celule (controlate electronic), 256 de fotodetectori citesc rezultatul analogic. Astfel, procesorul efectuează o operațiune vector-matrice. Matricea de direcție MQW-SLM poate fi resetată la date noi de câteva milioane de ori pe secundă.